# Haploskupina T (mtDNA)
Haploskupina T je haploskupina lidské mitochondriální DNA.
Haploskupina T je odvozena od haploskupiny JT, která vychází z haploskupiny J. Haploskupina T vznikla před zhruba 10 000 lety na území Mezopotámie nebo Malé Asie, odkud se šířila severním směrem. Vyšší zastoupení má na východě Baltského moře a v oblasti Uralu.
Bryan Sykes použil ve své knize Sedm dcer Eviných pro zakladatelku haploskupiny T (sám k této haploskupině patří) jméno Tara.
Jedna studie spojuje haploskupinu T s omezenou mobilitou spermií u mužů. Jelikož nebyla v rámci studie sledována plodnost, nelze určit, do jaké míry a zda vůbec se tento fakt na plodnosti projeví.

## Nositelé haploskupiny T
Jedním z nositelů haploskupiny T byl poslední ruský car Mikuláš II. Příslušnost k této haploskupině byla zjištěna při identifikaci jeho ostatků. Pokud nejsou jeho rodokmeny zavádějící, lze za nositele haploskupiny T považovat i všechny potomky jeho nejstaršího předka v mateřské linii, Barbory Celjské (1390-1451), ženy Zikmunda Lucemburského. Sem patří velké množství evropské šlechty, jako např. Jiří I. a Fridrich Vilém I. (přes Žofii Hannoverskou), Karel I. Stuart, Jiří III., Jiří V., Karel X. Gustav, Gustav II. Adolf, Mořic Oranžský, Olaf V. Norský a Jiří I. Řecký.
| Fylogenetický strom haploskupin lidské mitochondriální DNA (mtDNA) |                                      |      |      |      |      |      |      |      |      |      |      |      |      |      |    |    |        |        |   |   |   |   |   |   |   |  |   |   |   |   |  |  |  |  |    |    |    |
|                                                                    | Poslední společný předek (mtDNA) (L) |      |      |      |      |      |      |      |      |      |      |      |      |      |    |    |        |        |   |   |   |   |   |   |   |  |   |   |   |   |  |  |  |  |    |    |    |
| L0                                                                 | L1–6                                 | L1–6 | L1–6 | L1–6 | L1–6 | L1–6 | L1–6 | L1–6 | L1–6 | L1–6 | L1–6 | L1–6 | L1–6 | L1–6 |    |    |        |        |   |   |   |   |   |   |   |  |   |   |   |   |  |  |  |  |    |    |    |
| L0                                                                 | L1                                   | L2   |      |      |      | L3   | L3   | L3   | L3   | L3   | L3   | L3   | L3   | L3   | L3 | L3 | L3     | L3     |   |   |   |   |   |   |   |  |   |   |   |   |  |  |  |  | L4 | L5 | L6 |
| L0                                                                 | L1                                   | L2   | M    | M    | M    | M    | M    | M    | M    | N    | N    | N    | N    | N    | N  |    |        |        |   |   |   |   |   |   |   |  |   |   |   |   |  |  |  |  | L4 | L5 | L6 |
| L0                                                                 | L1                                   | L2   | CZ   | CZ   | D    | E    | G    | Q    |      | O    | A    | S    | R    | R    | R  | R  | R      | R      | R | R | R | R | R | R | R |  | I | W | X | Y |  |  |  |  | L4 | L5 | L6 |
| L0                                                                 | L1                                   | L2   | C    | Z    | D    | E    | G    | Q    | B    | O    | A    | S    | F    | R0   | R0 |    | pre-JT | pre-JT |   |   | P | P |   | U |   |  | I | W | X | Y |  |  |  |  | L4 | L5 | L6 |
| L0                                                                 | L1                                   | L2   | C    | Z    | D    | E    | G    | Q    | B    | O    | A    | S    | F    | HV   | HV | JT | JT     | K      |   |   | P | P |   |   |   |  | I | W | X | Y |  |  |  |  | L4 | L5 | L6 |
| L0                                                                 | L1                                   | L2   | C    | Z    | D    | E    | G    | Q    | B    | O    | A    | S    | F    | H    | V  | J  | T      | K      |   |   | P | P |   |   |   |  | I | W | X | Y |  |  |  |  | L4 | L5 | L6 |